# Zdzisław Zwoźniak
Zdzisław Kazimierz Zwoźniak (ur. 5 lipca 1930 w Sosnowcu, zm. 2 maja 2007) – polski historyk i dziennikarz. Był synem Michała i Małgorzaty z domu Janus.
Studiował polonistykę na Uniwersytecie Wrocławskim (1950–54) i prawo na Uniwersytecie Jagiellońskim (w latach 1956-58 i 1961-63).
Żona – Renata Prawdzic-Rudzka była dziennikarką i pisarką – zmarła w 1997 roku (jedna z ulic w Katowicach została nazwana jej imieniem).
Pracę dziennikarską rozpoczął w 1954 roku we "Wrocławskim Tygodniku Katolickim" redagowanym wówczas przez Tadeusza Mazowieckiego. Następnie pracował – jako publicysta, kierownik działu kulturalnego i popularnonaukowego oraz sekretarz redakcji – w "Gościu Niedzielnym" (1955-56), "Panoramie" (1957-81) i ponownie w "Gościu Niedzielnym" (1982-88).
Od 1988 roku przebywał na rencie inwalidzkiej, a w roku 1994 przeszedł na emeryturę.
Był członkiem "Solidarności" od września 1980 roku. W Związku pełnił funkcję przewodniczącego Komisji Zakładowej przy Śląskim Wydawnictwie Prasowym, grupującym dziennikarzy pism RSW "Prasa – Książka – Ruch" województw katowickiego, bielskiego i częstochowskiego. W 1981 roku redagował biuletyn publicystyczny Zarządu Regionu MKZ Katowice "Wprost". Był też członkiem zespołu "Tygodnika Katowickiego" – organu ZR NSZZ „Solidarność” Regionu Śląsko-Dąbrowskiego. W grudniu tegoż roku otrzymał nominację na redaktora naczelnego tygodnika "Solidarność Jastrzębie".
Internowany 13 grudnia 1981. Początkowo (do 5 lutego 1982) przetrzymywany był w areszcie KW MO w Katowicach, a następnie w obozie dla internowanych w Jastrzębiu-Szerokiej. W kwietniu przewieziony został do Kliniki Chirurgicznej w Katowicach, po czym – po przebytej tam operacji, oraz w wyniku licznych interwencji katowickiego biskupa – został objęty "aktem łaski" i zwolniony z internowania w dniu 10 maja 1982.
W stanie wojennym – pracując w "Gościu Niedzielnym" – należał do grona bliskich współpracowników Jerzego Buzka, Grzegorza Opali, Tadeusza Jedynaka, Mariana Maciejczyka i Ryszarda Kuszłeyki, uczestnicząc aktywnie w pracach podziemnej RKW Regionu jako "Bogdan". Brał udział w organizowaniu Tygodni Kultury Chrześcijańskiej w Katowicach. Jednocześnie brał udział w akcji odczytowej w kościołach i ośrodkach duszpasterskich – m.in. w Katowicach, Sosnowcu, Gliwicach, Bielsku, Czechowicach-Dziedzicach, Jastrzębiu, Dąbrowie Górniczej, Raciborzu i Opolu. W tym okresie powołał też, cieszącą się dużą popularnością, "Gazetę Mówioną".
Od 1985 do 1989 roku redagował dwumiesięcznik społeczno-kulturalny "Jesteśmy", wydawany przy współpracy z podziemną RKW Regionu i Komitetem Kultury Niezależnej. W 1985-89 był przewodniczącym tego Komitetu na Śląsku. W 1986 założył Oficynę Śląską, kierując nią do czasu jej rozwiązania w 1990 roku. W latach 1989–1990 działał w Komitecie Obywatelskim "S". Był przewodniczącym Komitetu Koordynacyjnego Związków i Stowarzyszeń Twórczych w Katowicach, rezygnując z tej funkcji w roku 1990.
Zawsze działał społecznie, nie pobierając żadnych honorariów czy też gratyfikacji finansowych.
Od 1995 roku redaguje "Zeszyty Historyczne Solidarności Śląsko-Dąbrowskiej" poświęcone „Solidarności” Regionu lat 1982-1989. Dotychczas ukazało się 7 "Zeszytów" (każdy po 200 – 280 stron formatu A-5). Ostatni, ósmy z kolei, wydany zostanie latem 2007 r. Również i tego dzieła dokonał społecznie.
Był członkiem Stowarzyszenia Dziennikarzy Polskich od 1957 roku.
Do żadnych partii politycznych nigdy nie należał.
Pośmiertnie odznaczony przez Prezydenta Rzeczypospolitej Polski Krzyżem Kawalerskim Orderu Odrodzenia Polski (9 maja 2007).

## Twórczość
- "Alchemia" (Warszawa 1978),
- "Kalendarze" (Warszawa 1981),
- "Alter ego dla każdego" (Ruda Śląska 2000),
- "Refleksje o wolności i kulturze" (Katowice 1989),
- "Jak się rodziła Solidarność" – Region Śląsko-Dąbrowski 1980-1981" (Warszawa 1990),
- "Zbrodnie, o których nie wolno zapomnieć" (razem z książką Stanisława Wilniuka, wydanej w Oficynie Śląskiej w 1988 roku) - szkicu historycznego, wydanego pod pseudonimem Aleksandra Mirskiego,
- zbiór wierszy i piosenek stanu wojennego Regionu Śląsko-Dąbrowskiego pt. "… póki my żyjemy" (wydanego pod wspólnym z Włodzimierzem Kapczyńskim kryptonimem "Ka-Zet" w Oficynie Śląskiej w 1986),
- zbioru 890 wierszyków z pensjonarskich pamiętników pt. "Ku pamięci" (wydanego w 1995 roku w Tarnowie),
- "Niezwykłe! Nieprawdopodobne! Nie z tej ziemi!" (wydanej w Katowicach w 2004),
- "Skarbiec magiczny, czyli 7 razy opieczętowanej Księgi Największych Tajemnic",
- zbiór 24. relacji popularnonaukowych pt. "Same niezwykłości",
- "Księga największych tajemnic" (swego rodzaju "Alberta Nowego, prawie doskonałego").